# Storia di altre storie (romanzo)
Storia di altre storie... Memorie di un juke box, volume 2, è un'opera di Don Backy, di quasi 300 pagine, ricca di illustrazioni. Questo volume apparterrà ad una trilogia molto importante per gli appassionati alla musica leggera e rock italiana degli anni '60-'90. Il volume 2 tratta il decennio '70-'80.

## Edizioni
- Don Backy, Storia di altre storie... Memorie di un juke box, L'isola che c'è, Ciliegia Bianca Editore, 2009,  p. 288, ISBN 88-900180-9-7.